# Kamień runiczny z Vårdsberg

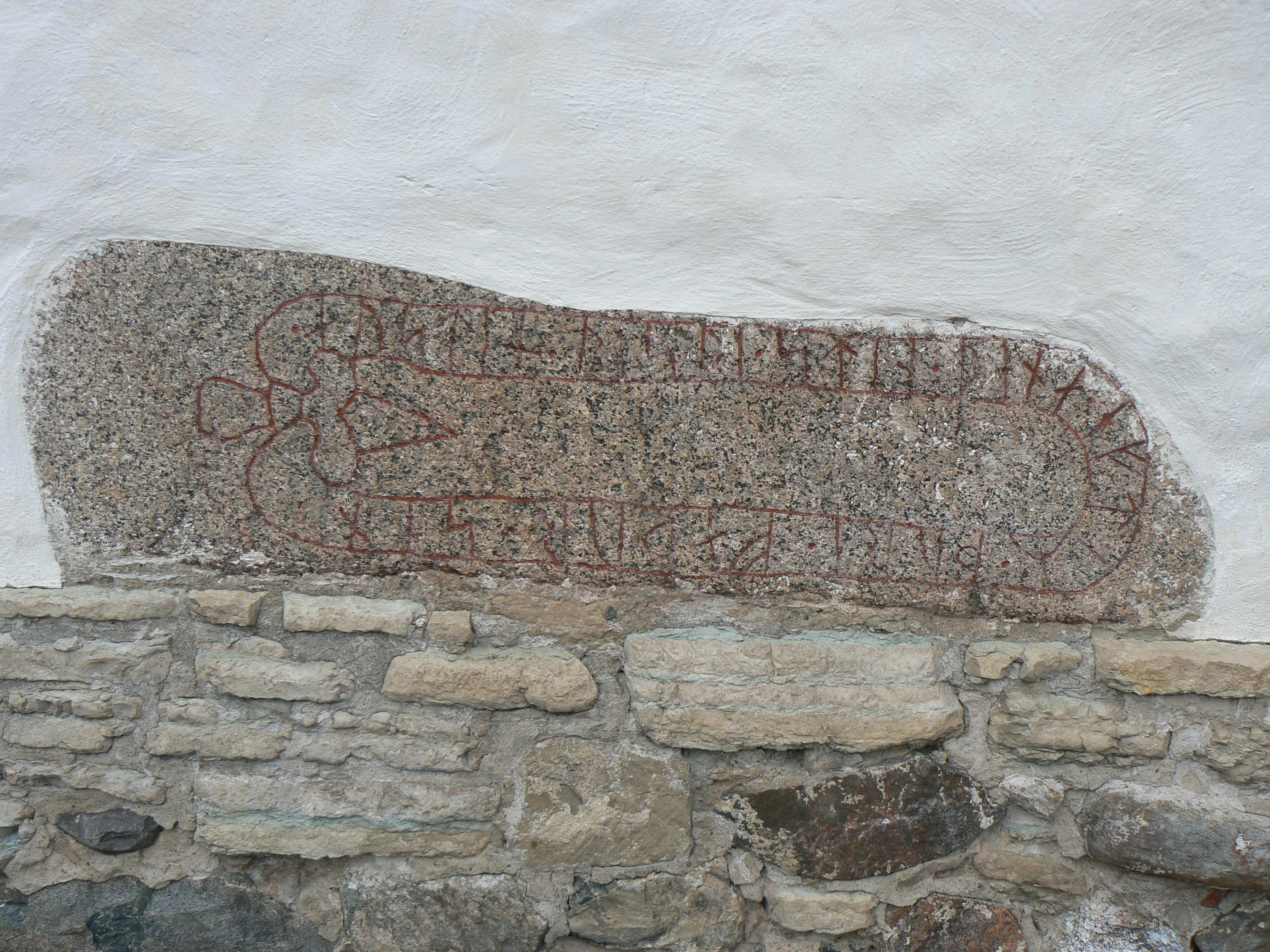
Kamień runiczny z Vårdsberg

Kamień runiczny z Vårdsberg (Ög 11) – kamień runiczny znajdujący się w Vårdsberg w gminie Linköping w szwedzkiej prowincji Östergötland.
Granitowy głaz datowany jest na ok. 1000 rok. Pierwsza wzmianka na jego temat pochodzi z połowy XVIII wieku, kiedy to został wbudowany w zewnętrzną ścianę wieży kościoła, po jej południowej stronie, gdzie znajduje się do dziś. Wmurowany jest w pozycji leżącej, zaledwie 54 cm nad ziemią. Jego wymiary to 2,35 × 0,35 × 0,6 m.
Na powierzchni kamienia wyryta została, wpisana w ozdobną pętlę, inskrypcja runiczna. Jej treść głosi:
* aystin * risţi * stin * ţena * eftiR * ţuri * faţur * sin *
co znaczy:
Östen wzniósł ten kamień po swym ojcu Tore.